# Campeonato Alagoano de Basquete
O Campeonato Alagoano de Basquetebol realizado pela Federação de Basketball de Alagoas é dividido nas seguintes Categorias:
- Campeonato.Juvenil - Masc/Fem.
- Campeonato Infanto - Masc/Fem.
- Campeonato Mirim Masc/Fem.
- Campeonato Cadete Masc/Fem.(16 anos)
- Campeonato Infantil Masc/Fem.(14 anos)
- Campeonato Pré-mirim Masc/Fem.(12 anos)
- Campeonato Adulto Fem/Masc.

## Clubes Alagoanos
- A. A. Anthares
- A. A. Colégio Batista
- A. A. Colégio Santa Úrsula
- A. A. Colégio Santíssimo Sacramento
- A. E. São Francisco *
- AJP Telecomunicações
- Associação do Pessoal da CEF (APCEF-AL)
- Clube de Engenharia de Alagoas
- Usina Coruripe
- Carcará
- Universidade Federal de Alagoas (UFAL)
- IEC - Arapiraca

(*) Clubes que suspenderam temporariamente suas atividades no Basquetebol.
- Associação Atlética Guido de Fontgalland *
- Associação dos Oficiais da PMAL *
- Centro Sportivo Alagoano *
- Clube de Regatas Brasil *
- Clube Fênix Alagoana *
- Iate Clube Pajussara *
- S. C. Corinthians Alagoano *
- ASSEJUF *

## Edições do Campeonato Alagoano de Basquete Masculino
| Edição | Ano  | Campeão                                       | Vice-campeão                                  |
| ------ | ---- | --------------------------------------------- | --------------------------------------------- |
| 27ª    | 2011 | Praça Team                                    |                                               |
| 28ª    | 2012 | Anthares/ADB (Maceió)                         | AREC (Maceió)                                 |
| 29ª    | 2013 | Anthares/ADB (Maceió)                         | AREC (Maceió)                                 |
| 30ª    | 2014 | CRB/Faculdade FAT (Maceió)                    | Carcará Alagoano/Clube de Engenharia (Maceió) |
| 31ª    | 2015 | Carcará Alagoano/Clube de Engenharia (Maceió) | CRB/Faculdade FAT (Maceió)                    |
| 32ª    | 2016 | Carcará Alagoano/Clube de Engenharia (Maceió) | Jambo/Fênix (Maceió)                          |

## Links
- Clubes filiados